# (10184) Galvani
Pour les articles homonymes, voir Galvani.
(10184) Galvani est un astéroïde de la ceinture principale.

## Description
(10184) Galvani est un astéroïde de la ceinture principale. Il fut découvert le 18 avril 1996 à La Silla par Eric Walter Elst. Il présente une orbite caractérisée par un demi-grand axe de 2,40 UA, une excentricité de 0,11 et une inclinaison de 2,3° par rapport à l'écliptique.

## Compléments